# Ophtalmoplon diversum
Ophtalmoplon diversum је врста инсекта тврдокрилца (Coleoptera) из породице стрижибуба (Cerambycidae). Описао га је Мартинс 1965. године.